# ムーンストーン (建築)
ムーンストーン（英語: moonstone、シンハラ語: සඳකඩපහණ）は、スリランカの寺院などの伝統建築に見られる特徴的な装飾のひとつである。精巧な彫刻が施された半円形の石板であり、通常は階段や入り口手前の地面に配置されている。古いものではアヌラーダプラ時代初期に作られたムーンストーンが存在し、それ以降のポロンナルワ時代、ガンポラ時代、キャンディ時代に模様や形状の変化が見られた。ムーンストーンは、仏教における輪廻を表している。

## アヌラーダプラ時代

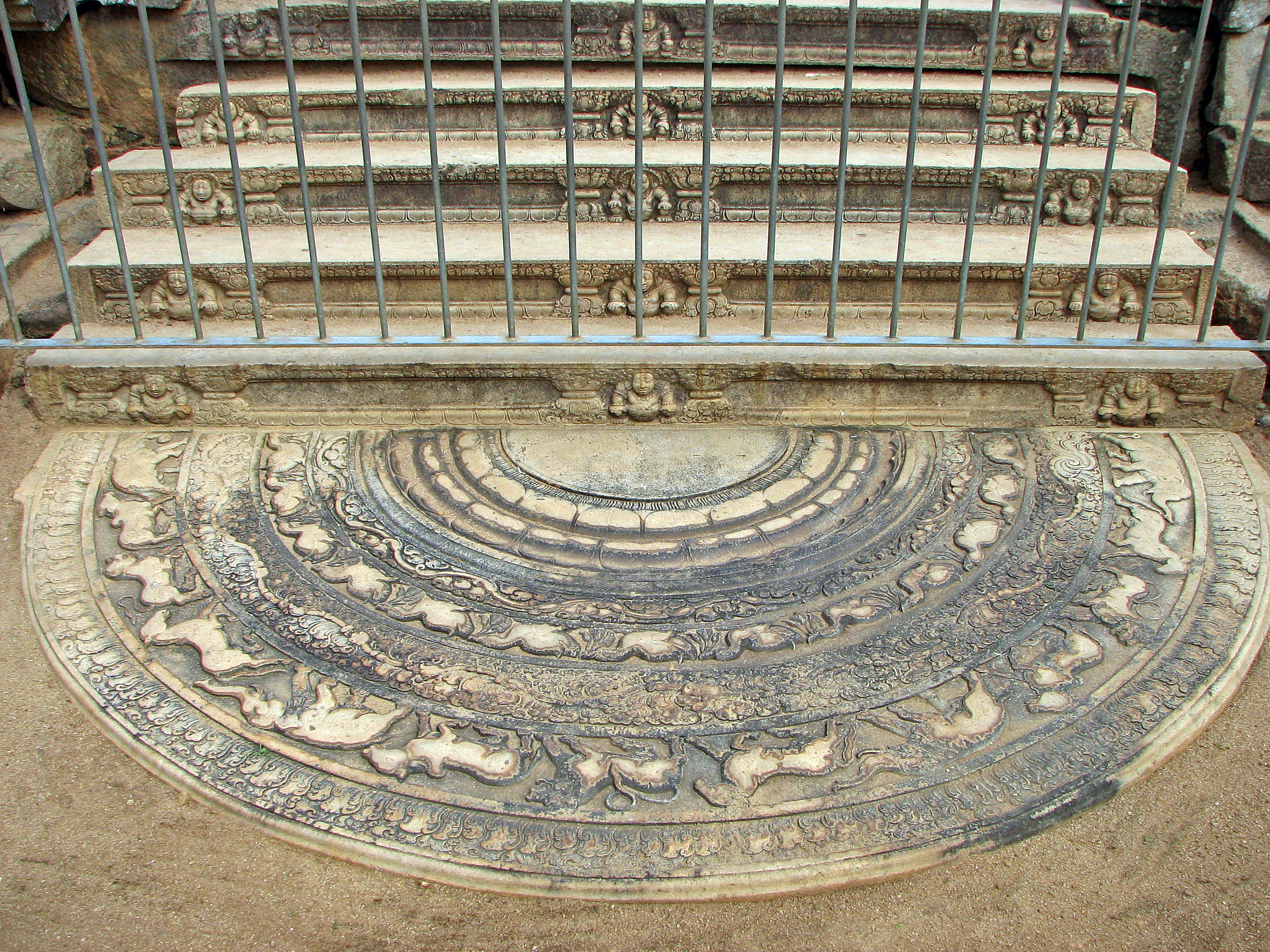
アヌラーダプラ時代のムーンストーン

ムーンストーンは、アヌラーダプラ王国時代の初めに作られはじめ、当初は仏教寺院の入り口にのみ置かれていた。
この時代のムーンストーンは、半円形の石板に施されている彫刻がいずれも同じ紋様である。円の中心部分に蓮弁が彫られていて、その外側に同心円状の輪帯がある。蓮弁のすぐ外側の帯はハンサ（白鳥）が列を成しており、その次の帯には渇愛（欲望）を表すつる性の植物が彫られた複雑な模様である。3つ目の帯は、象、獅子、馬、雄牛が並んでいる。この4種の動物は、四諦または四苦 （生老病死）を表している。最外周にあたる4番目の帯には炎が彫られている。これは通常、人が際限なく繰り返し経験する生と苦、すなわち輪廻を表すと解釈されている。
この時代に作られたものとしては、四角形または長方形のムーンストーンも見つかっている。ミリサウェティヤ・ヴィハーラのムーンストーンは、長方形のムーンストーンの例である。ムーンストーンは、もともと四角形の石であったものが、後に半円形に発展したものと考えられる。

## ポロンナルワ時代

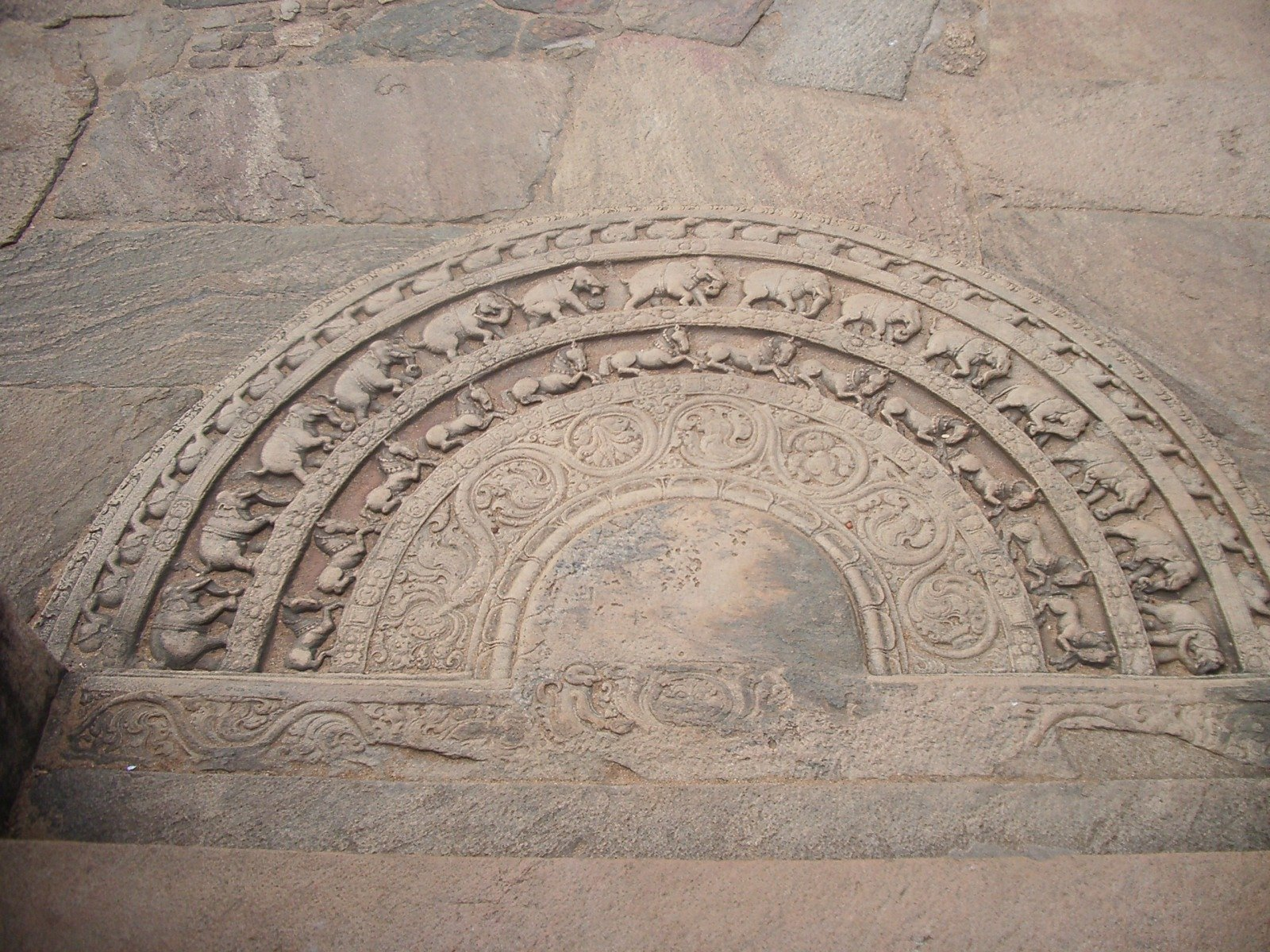
ポロンナルワのワタダーゲの入り口にあるムーンストーン。雄牛と獅子は彫られていない。

ポロンナルワ時代のムーンストーンは、アヌラーダプラ時代とは大きく異なっている。4種の動物が並ぶ帯はなくなり、象、獅子、馬がそれぞれ別の帯に彫られるようになった。特に注目すべきは、雄牛が描かれなくなった点である。雄牛はヒンドゥー教で神聖な動物とされるが、そのヒンドゥー教がポロンナルワ時代のスリランカに大きな影響を及ぼしたのが理由と考えられる。アヌラーダプラ時代は仏教寺院の入り口にしか置かれなかったムーンストーンが、ポロンナルワ時代になると他の建物の入り口にも設けられた。
1017年にラージェーンドラ1世がスリランカに攻め込んで来ると、それ以降は国の大部分がチョーラ朝の支配下に入った。チョーラ朝によるスリランカ支配は1055年まで続き、その間にスリランカの文化はヒンドゥー教を含む南インドの慣習や伝統に大きく影響された。歴史家は、ムーンストーンに雄牛が彫られなくなった理由は、ヒンドゥー教と雄牛の関係にあると考えている。雄牛はシヴァ神の乗り物であり、ヒンドゥー教で崇拝の対象であった。ムーンストーンは人々に踏み付けられるため、除かれたという考え方である。獅子がなくなったムーンストーンも存在する。ポロンナルワ時代のムーンストーンを代表する例は、ポロンナルワのワタダーゲの北の入り口にある。

## ガンポラ時代とキャンディ時代

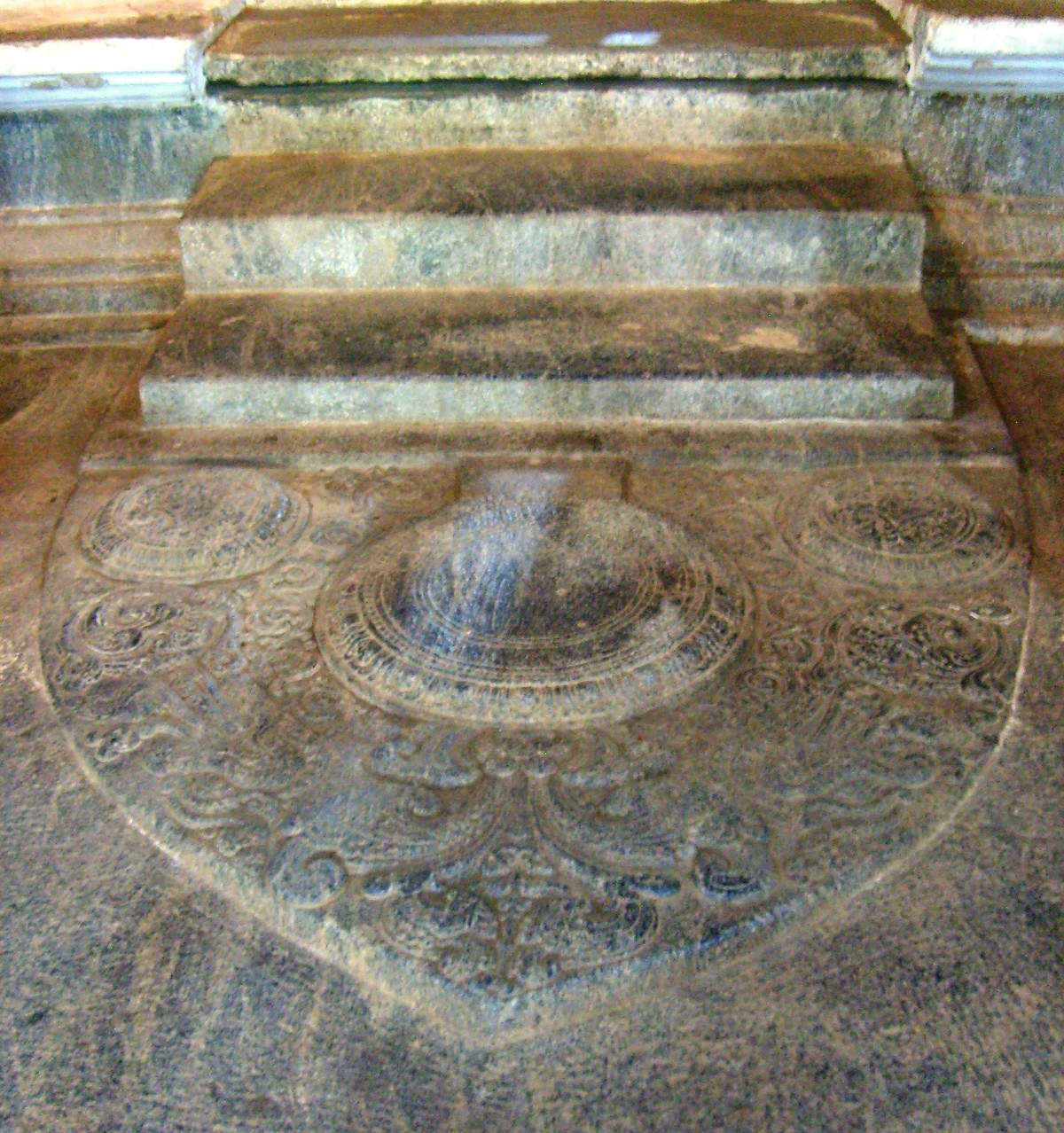
デガルドルワ寺院にあるキャンディ時代のムーンストーン

ムーンストーンの形状や模様は、ガンポラ王国、キャンディ王国の時代になる頃には劇的に変化していた。まず、同心円状の帯がなくなり、石板の形は半円形だったのがほぼ三角形になった。蓮弁は石板の中央に彫られ、細かいつる草模様が周囲に配置されるようになった。この時代のムーンストーンは、技術的にはアヌラーダプラ時代やポロンナルワ時代に彫られたムーンストーンよりも精密でなくなっている。

## 模様の意味
ムーンストーンの彫刻には宗教的な意味があると考えられている。考古学者のセナラート・パラナビタナによると、ムーンストーンは輪廻を表している。つる草は渇愛（欲望）を象徴するもので、蓮は最終的な解脱を表している。象、雄牛、獅子と馬は、それぞれ生、老、病、死の四苦を表している。ハンサは水とミルクの混合物から乳液を分離する神秘的な能力を持つとされ、これは善と悪の区別を象徴している。

### 注

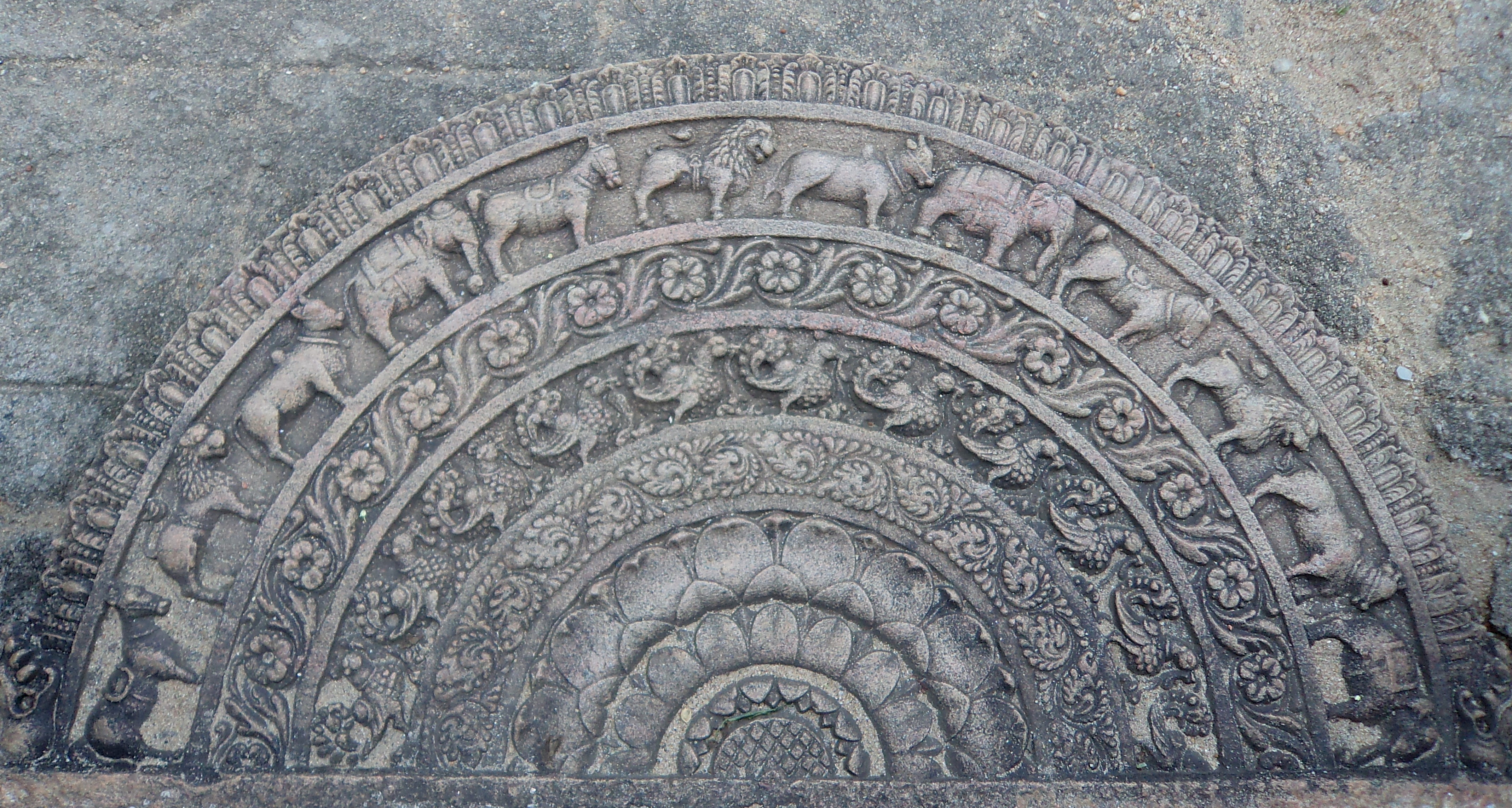
アヌラーダプラ時代に建てられたリディ・ヴィハーラのムーンストーン

1. ↑  パーリ語の年代記『マハーワンサ』や『サマンタパーサーディカー』（Samantapasadika）には、patika と記されている[1]。